# Брусок (напилок)

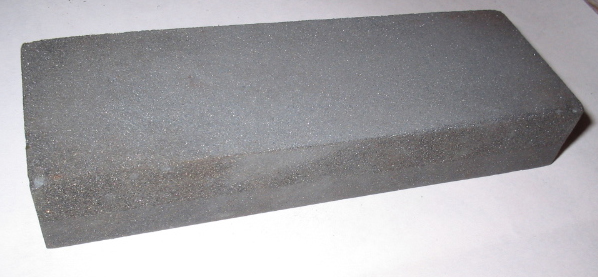
Брусок (напилок)

Брус або осла́ — брусок з дрібнозернистого абразивного матеріалу, який використовують для доведення вручну поверхонь і ріжучих кромок інструментів (різців, пилок, ножиць, бритв, ножів, кіс тощо) після заточки.